# دیل اروسپیس
دیل اروسپیس (انگلیسی: Diehl Aerospace) شرکت هوافضای آلمانی است، که در سال ۲۰۰۶ تأسیس شد.